# برج غربی خرقان

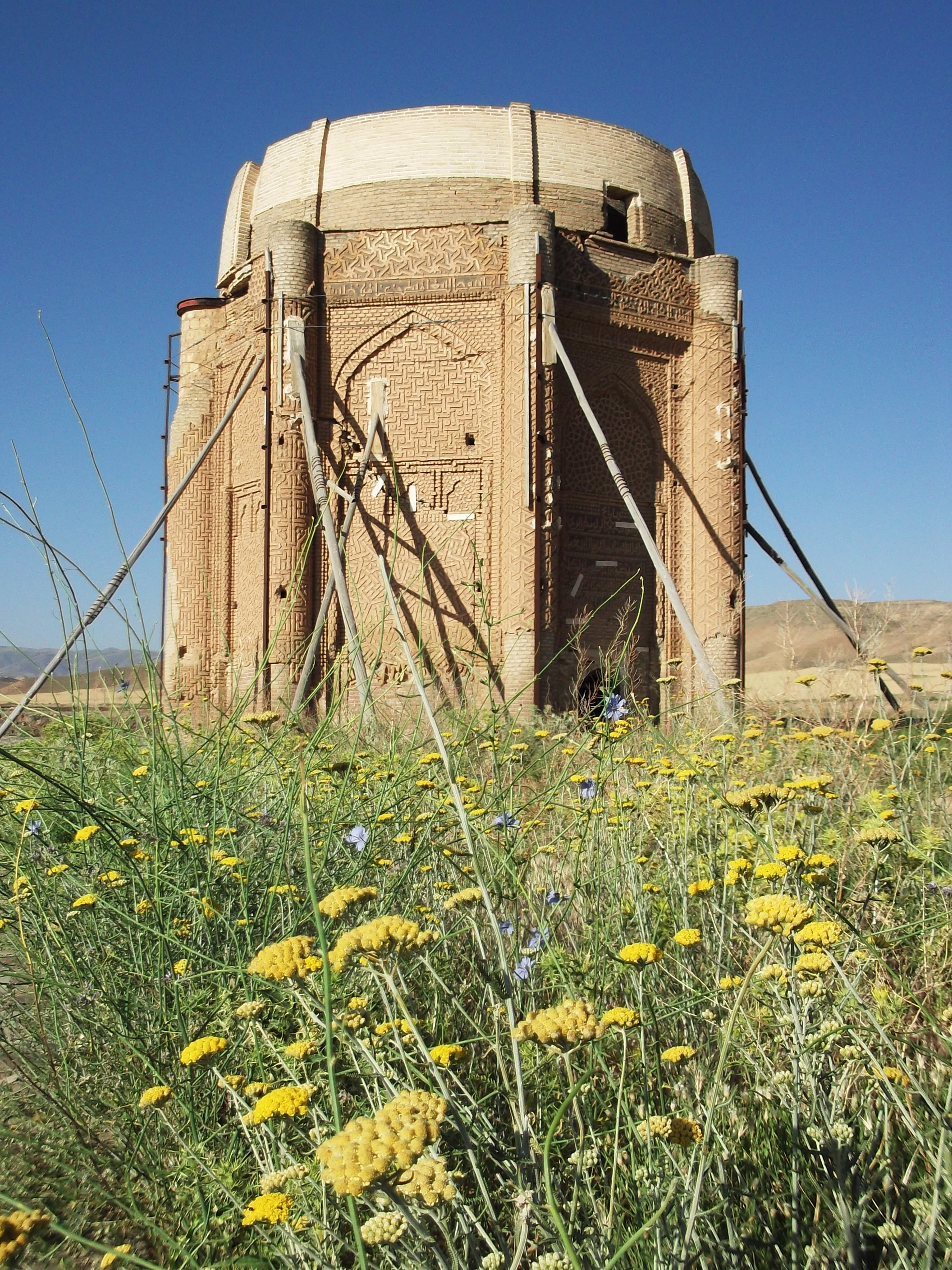
عکس برج غربی خرقان

برج غربی خرقان مربوط به دوره سلجوقیان است و در شهرستان بوئین‌زهرا، بخش آوج، روستای حصار ارمنی واقع شده و این اثر در تاریخ ۲۳ خرداد ۱۳۵۶ با شمارهٔ ثبت ۱۳۹۶ به‌عنوان یکی از آثار ملی ایران به ثبت رسیده است.